# تراجوبان تمينك
تراجوبان تمينك ( Tragopan temminckii ) هو حيوان متوسط الحجم، يبلغ طوله حوالي 64 سم. طوله سم، وهو طائر الدراج من جنس Tragopan . الذكر هو طائر ممتلئ الجسم ذو لون أحمر وبرتقالي مع ريش منقط باللون الأبيض ومنقار أسود وأرجل وردية. تشمل ميزات العرض لدى الذكر بشرة وجه زرقاء ، وصدر أزرق داكن قابل للنفخ وقرون. الإناث عبارة عن جلد بني مرقط باللون الأبيض مع عيون دائرية زرقاء.
مظهره يشبه طائر الساتير تراجوبان ، ولكن على عكس النوع الأخير فإنه يمتلك ريش أحمر بالكامل في الجزء العلوي من الجسم وياقة برتقالية. يتكون النظام الغذائي بشكل رئيسي من التوت والعشب والنباتات.
تم العثور على حيوان تراجوبان تيمينك عبر جبال أقصى شمال شرق الهند ووسط الصين وأقصى شمال ميانمار إلى شمال غرب تونكين .
يعتبر حيوان تراجوبان تيمينك من الأنواع المنتشرة والشائعة في نطاق موطنه الكبير، ويتم تقييمه على أنه الأقل إثارة للقلق في القائمة الحمراء للأنواع المهددة بالانقراض التابعة للاتحاد الدولي لحفظ الطبيعة .
الاسم الشائع لهذا الطائر والاسم اللاتيني الثنائي إحياءً لذكرى عالم الطبيعة الهولندي كونراد جاكوب تيمينك .  ذكر تدرج تيمينك يمتلك زوجًا من الزوائد اللحمية الزرقاء الزاهية على جانبي رقبته، تُعرف باسم “اللوحات الجلدية”، يمكنه نفخها وإبرازها أثناء التزاوج، إلى جانب رفع عرف أحمر فوق رأسه.
وعندما يبدأ بعرض التزاوج، ينحني للأمام وينفش ريشه كالعباءة، ويُطلق صوتًا غريبًا لجذب الأنثى، في مشهد يُشبه “الرقص الطقسي”